# Memorandum di Londra
Il memorandum d'intesa di Londra (in inglese Memorandum of Understanding of London) fu un accordo sottoscritto il 5 ottobre 1954 fra i governi d'Italia, del Regno Unito, degli Stati Uniti e della Repubblica Federativa Popolare di Jugoslavia concernente il regime di amministrazione provvisoria del Territorio Libero di Trieste (TLT) previsto dall'allegato VII del trattato di Parigi (1947).

## Descrizione

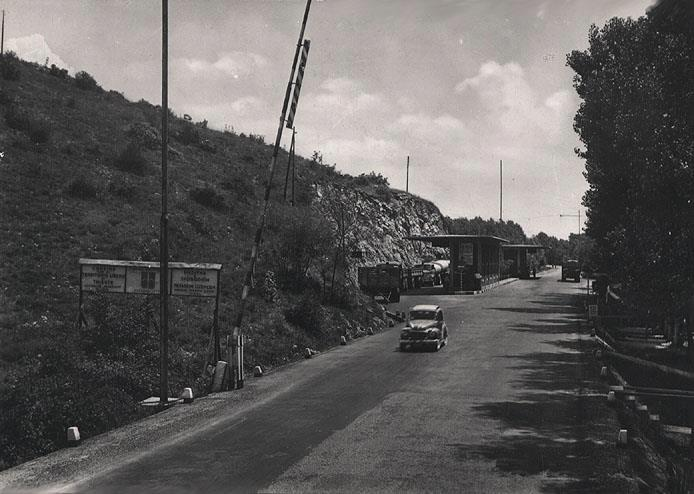
Il confine tra l'Italia e il Territorio Libero di Trieste

Con questo strumento la Zona A con la città di Trieste e il suo porto franco internazionale passarono dall'amministrazione militare alleata all'amministrazione civile italiana, mentre la Zona B passò dall'amministrazione militare all'amministrazione civile jugoslava. Il passaggio dei poteri nella Zona A avvenne il 25 ottobre 1954. 
Contestualmente venne inoltre disposta una modifica rispetto al confine tra le due zone nei comuni di Muggia e di San Dorligo della Valle, collocandolo tra punta Grossa e punta Sottile. La nuova Zona B venne così ampliata di circa 11,5 km² ed i 3.500 abitanti di Crevatini, Plavia, Elleri ed Albaro Vescovà vennero soggetti all'amministrazione del governo jugoslavo: parte di essi esodò in Italia. Tale modifica territoriale – ritenuta "significativa" – a favore della Jugoslavia fu adottata dietro numerose pressioni ed insistenze di Tito.
Il memorandum d'intesa di Londra costituì una sistemazione provvisoria, in quanto lo stesso non verteva sulla sovranità, ma sul passaggio d'amministrazione. Nel 1975 il trattato di Osimo consolidò i confini fra i due Stati.

## Le zone

### Zona A
All'Italia
- Duino (Devin)
- Aurisina (Nabrežina)
- Sgonico (Zgonik)
- Monrupino (Repentabor)
- Trieste (Trst)
- Muggia (Milje)
- San Dorligo della Valle (Dolina)

### Zona B
Alla Jugoslavia
- Villa Decani (Dekani)
- Capodistria (Koper)
- Isola (Izola)
- Pirano (Piran)
- Maresego (Marezige)
- Monte di Capodistria (Šmarje)
- Umago (Umag)
- Buie (Buje)
- Verteneglio (Brtonigla)
- Grisignana (Grožnjan)
- Cittanova (Novigrad)